# Ferromodelismo no Brasil

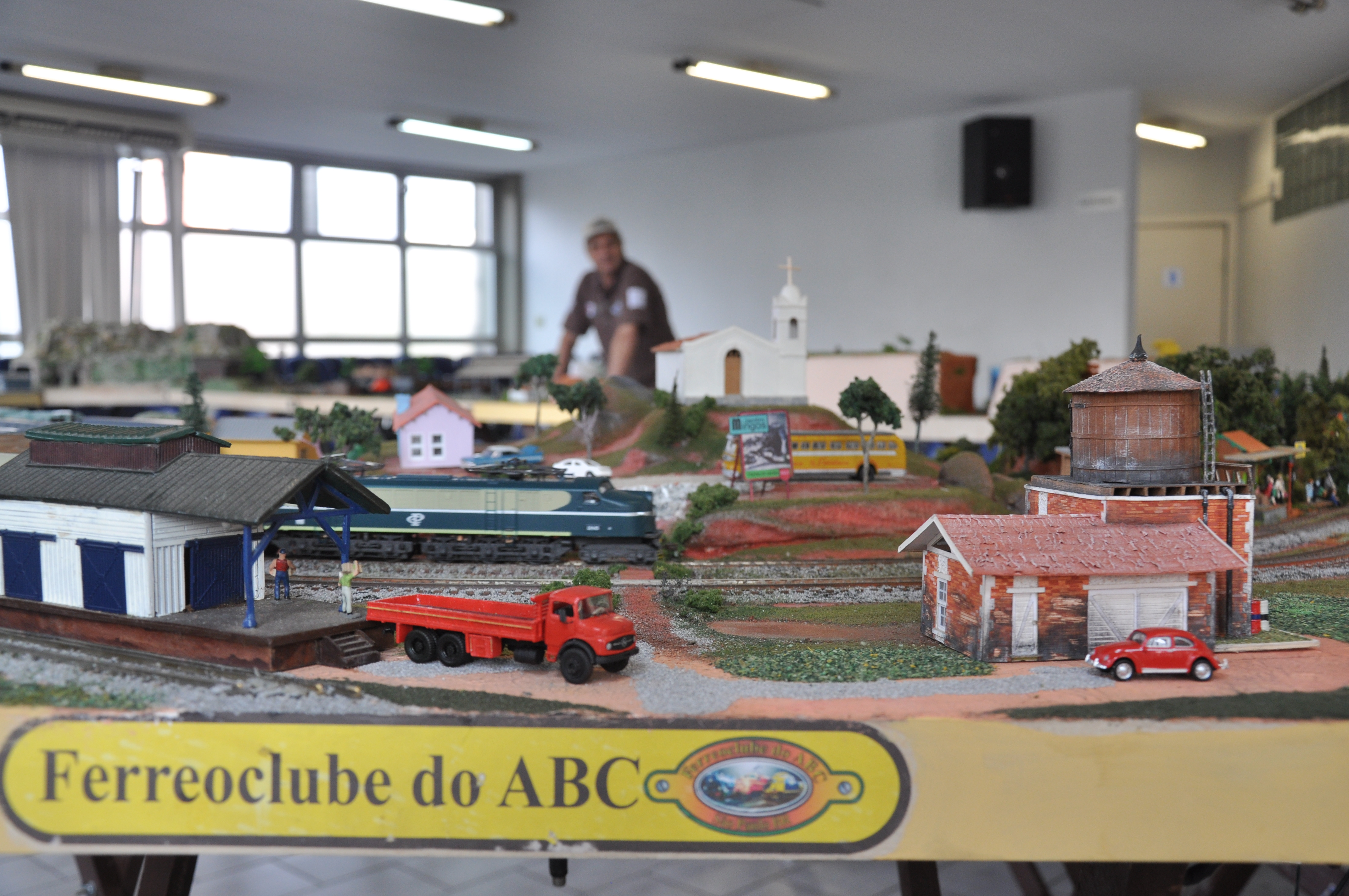
Maquete modular de ferromodelismo do Ferreoclube do ABC (FCABC)

O ferromodelismo no Brasil teve pouca difusão por conta de certos obstáculos. Uma das explicações está em que, como o ferromodelismo é uma atividade de cariz cultural intimamente ligada ao interesse no transporte ferroviário real, a extinção de grande parte da rede de transporte de passageiros do país, com exceção dos serviços urbanos e turísticos abalou o desenvolvimento do interesse. Outro obstáculo à expansão do ferromodelismo no Brasil é o elevado preço das peças, principalmente do material circulante, uma vez que uma locomotiva custava, nos princípios da década de 2020, quatro a cinco mil Reais, enquanto que as miniaturas importadas de outros países, e fabricadas em materiais mais nobres, poderiam alcançar cerca de vinte mil Reais. Ainda assim, existem alguns núcleos de entusiastas pelo ferromodelismo no país, que participam em diversos eventos, organizados em variados pontos do país. Uma das principais finalidades desta modalidade é a preservação do patrimônio ferroviário brasileiro, pretendendo ser um testemunho do período em que os caminhos de ferro do país atingiram o seu auge.
Em termos de produção nacional, destaca-se a empresa Frateschi, que nos princípios da década de 2020 foi provavelmente a única fabricante de modelos ferroviários em toda a América Latina, produzindo não só material circulante mas também vias férreas e outros acessórios. Segundo Lucas Frateschi, diretor daquela companhia, «A ferrovia é de valor estratégico imprescindível para um país como o Brasil, e este crescimento ajuda a fomentar ainda a mais a paixão que muitos brasileiros têm pelos trens, sendo que muitos passam o hobby do ferromodelismo para as futuras gerações». O ferromodelismo é geralmente conjugado com outras formas de expressão artística e as vertentes histórica e educativa: por exemplo, uma exposição de modelismo em Mogi Mirim, em Janeiro de 2022, reuniu iguamente a apresentação de pinturas e fotografias sobre o tema da ferrovia.

## História

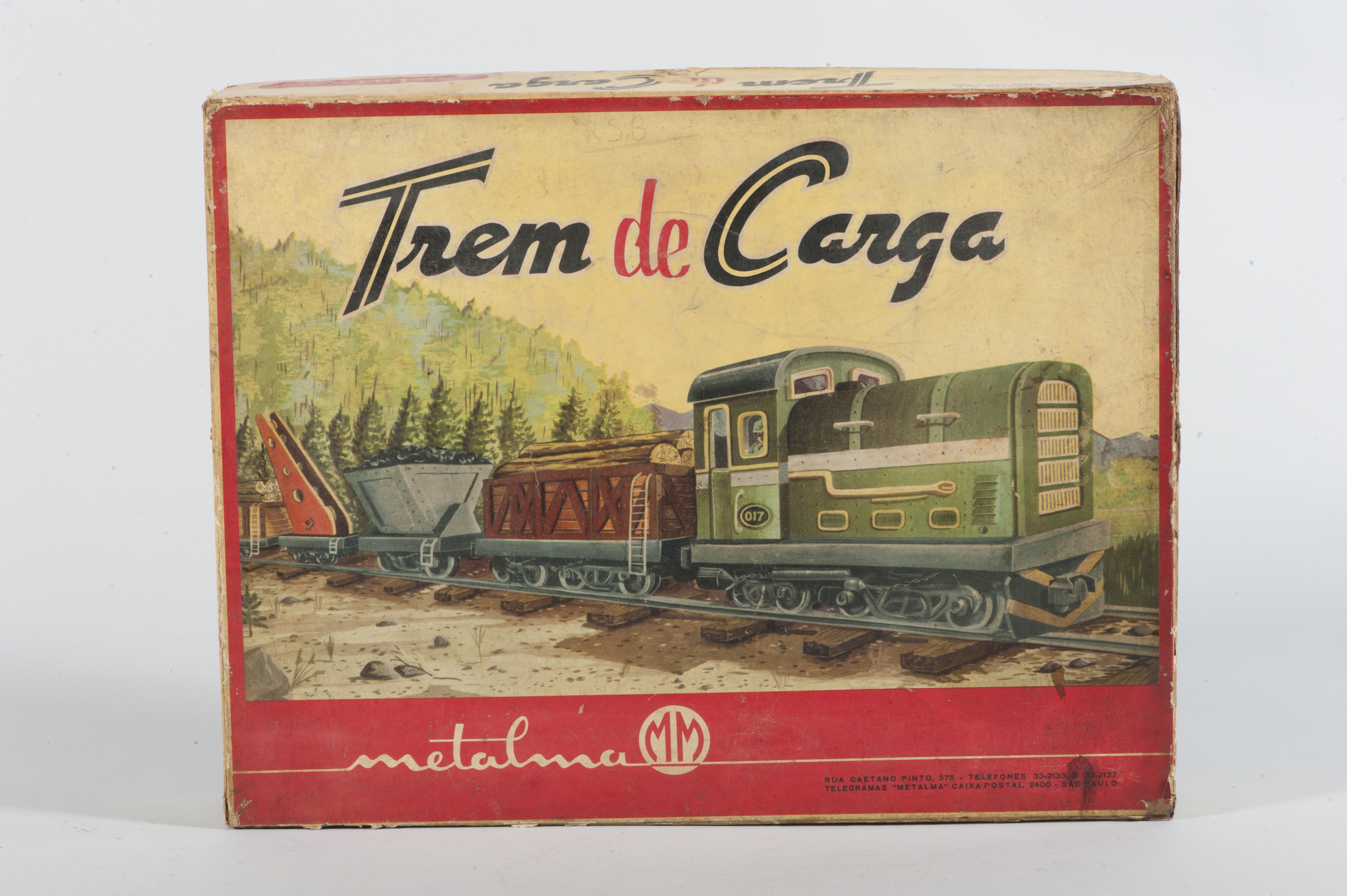
"Trenzinho de lata" fabricado pela Metalma, acervo do Museu Paulista da Universidade de São Paulo.

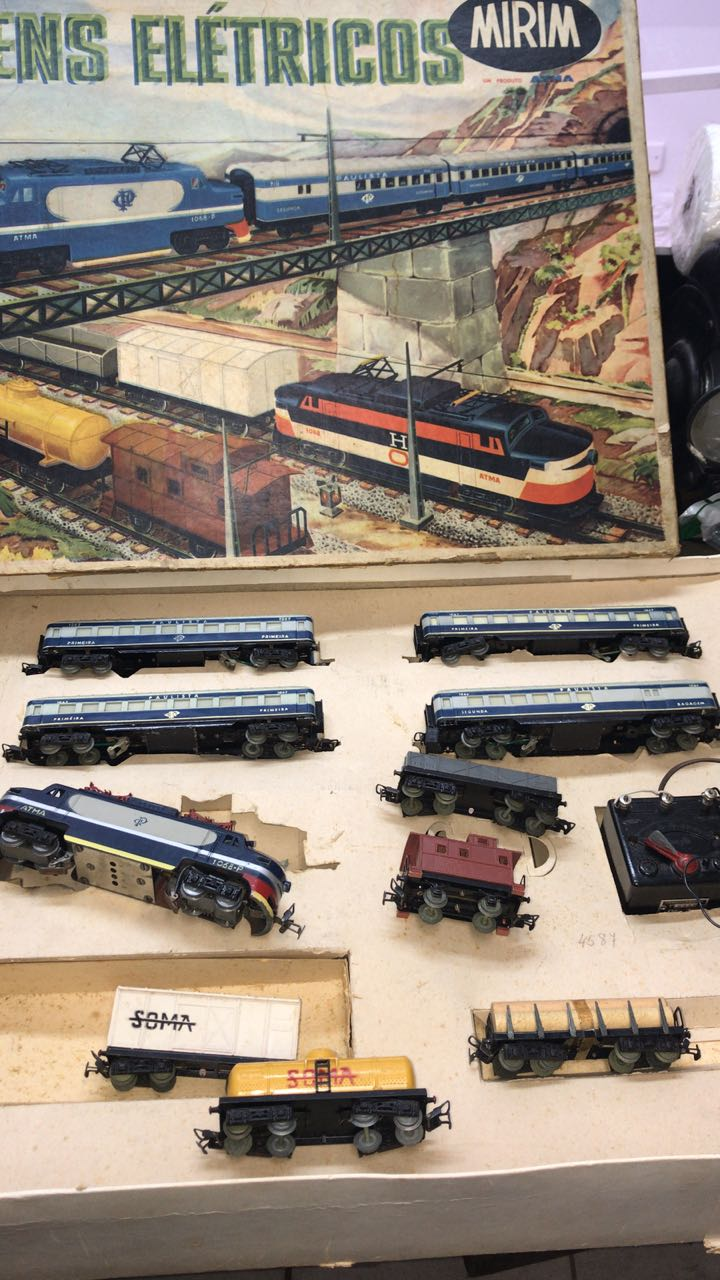
Trem Atma "Mirim", lançado em 1958.

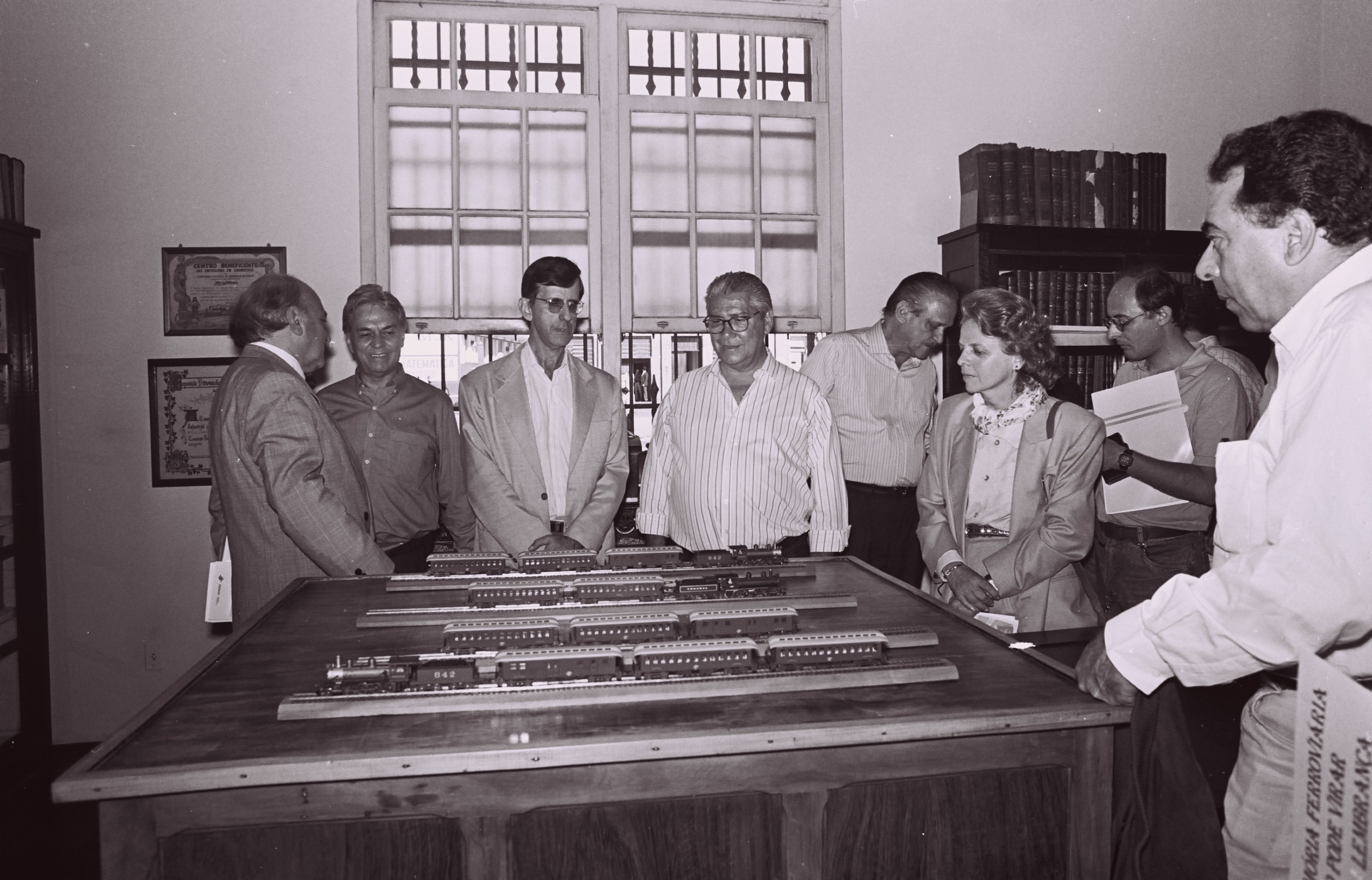
O empresário Celso Frateschi (à esquerda) apresenta produtos de sua empresa ao governador Mário Covas, 1995.

Em 1933 a Metalúrgica Matarazzo (Metalma) passou a fabricar brinquedos estampados em Folha de flandres (lata), incluindo trens elétricos. Sua produção em massa ocorreu até o final da década de 1950, embora pequenos lotes tenham sido fabricados até o início dos anos 1970. Um maior interesse pelo modelismo ferroviário no Brasil deu-se provavelmente na década de 1940, logo após a Segunda Guerra Mundial, quando trens da fabricante americana Lionel Corporation chegaram importados dos Estados Unidos pela Estrela. Os trens Lionel, de Escala O, acabaram sendo adquiridos por empresários e celebridades da época.
Com a grande profusão de trens Lionel no mercado, surgiram fabricantes nacionais no final dos anos 1940 oferecendo miniaturas compatíveis com os trenzinhos americanos. Em junho de 1949 a Companhia Paulista de Indústria e Comércio alterou sua razão social para Atma Paulista S.A. e passou a disputar com a Metalma e a Estrela o mercado nacional de ferromodelos.
O crescimento deste hobby ocorreu entre as décadas de 1950 e 1960, quando se verificou um aumento na importação dos modelos. O ano de 1958, é tido como o início real do hobby utilizando modelos acionados por corrente alternada (CA), com os modelos da Atma, cujos anúncios já em 1957 diziam que ela fabricava trens elétricos à dez anos. Em 1967, foi fundada a empresa Frateschi. No início da década de 1960, a Sociedade Brasileira de Ferromodelismo foi fundada e ela finalizou sua primeira maquete em 1972, instalada em sua sede no Modelódromo do Parque do Ibirapuera.
À partir da década de 1960 os fabricantes dividiram-se em dois ramos: 
- trens de brinquedo, fabricados por Estrela[15] ("Ferrorama"), Metalma (Trem Elétrico) e Trol ("Brasinha")[16];

- miniaturas completas em escala fabricadas pela Atma;

O monopólio nacional sobre o mercado de miniaturas da Atma passou a ser ameaçado pelas pequenas empresas Pionner e Frateschi, que lançaram seus primeiros vagões na década de 1960. Em 1975 a Frateschi lançou no mercado sua primeira locomotiva elétrica, baseada na locomotiva EMD G12, em Escala OO. Três anos depois surgiu o primeiro "kit" de trem elétrico completo Frateschi, composto por locomotiva, vagões, trilhos e um transformador com controle.
Durante a década de 1980 ocorreu uma inversão de papéis, com a Atma entrando em concordata entre 1982 e 1985 enquanto a Frateschi passou a lançar novos modelos e investiu 500 mil dólares entre 1986 e 1989 para a ampliação de sua fábrica. A Frateschi passou a ser a líder do mercado nacional de ferromodelismo, exportando seus produtos enquanto a Atma encerrou suas atividades em 1994.
A atividade, porém, só se desenvolveu a partir do final da década de 1980, ao mesmo tempo que avançava o processo de nacionalização das linhas férreas brasileiras, embora ainda estivessem em serviço alguns famosos comboios de passageiros. Um dos principais impulsionadores para o arranque do modelismo ferroviário nacional foi a empresa Frateschi Trens Elétricos, que nessa altura lançou as suas primeiras grandes novidades, destacando-se os detalhados modelos das locomotivas ALCO FA-1, apelidadas de Biriba, e dos vagões da Companhia Siderúrgica Nacional e da Rede Ferroviária Federal.

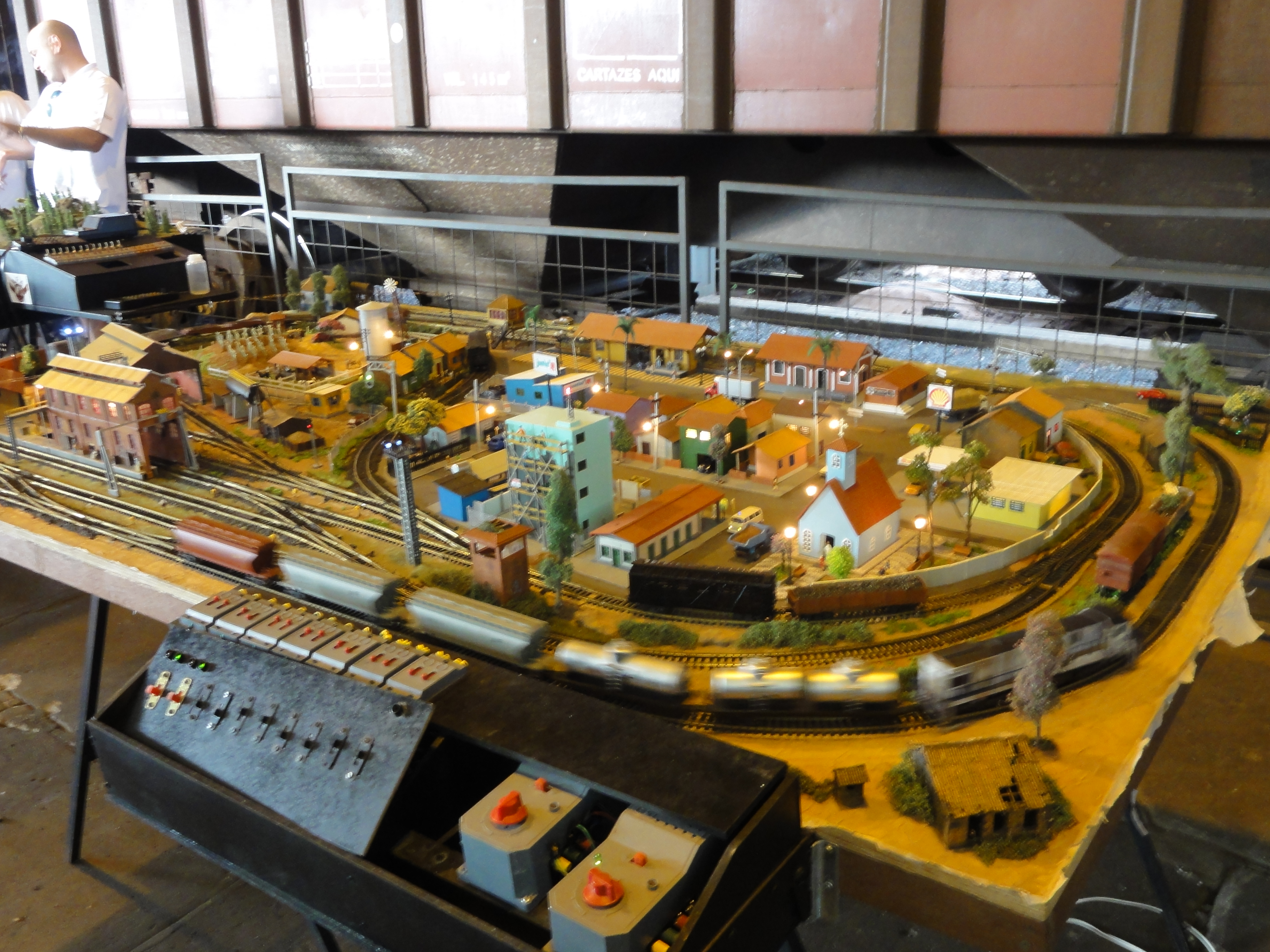
Vista parcial de maquete localizada no museu da Estação Ferroviária de Araraquara

Entre os vários cartames de modelismo ferroviário que são organizados no Brasil, incluem-se por exemplo o Primeiro Encontro de Ferromodelismo, organizado em 2019, pela Câmara Municipal de Restinga Sêca, com grande sucesso. Depois de dois anos de interregno devido à Pandemia de Covid-19, o evento regressou em Abril de 2022, no âmbito das comemorações do Dia do Ferroviário, tendo incluído, além de exposição de maquetes e acessórios ligados à atividade, a exposição fotográfica Nos trilhos do Rio Grande, e a participação de representantes da Regional Sul da Associação Brasileira de Preservação Ferroviária. Um outro evento realizado de forma regular é a Mostra de Modelismo Ferroviário de Curitiba, organizada pela Associação Paranaense de Ferromodelismo e Memória Ferroviária, com apoio da operadora Serra Verde Express e da empresa de modelismo Frateschi, e que em 2022 teve a sua quinta edição. Em outubro de 2021, foi organizado na cidade de Guararema, no estado de São Paulo, o primeiro Encontro de Ferromodelismo do Alto Tietê, com o apoio da prefeitura municipal, da Associação Brasileira de Preservação Ferroviária e da empresa Frateschi. Outro certame que é regularmente organizado é o Encontro de Ferromodelismo, cuja décima primeira edição teve lugar em 2018, na Estação Ferroviária de São Carlos.
Um exemplo de um evento que conjuga o modelismo à divulgação da história dos caminhos de ferro é o Encontro Histórico Ferroviário e de Ferromodelismo de Bauru, cuja nona edição teve lugar em 2019, no centro cultural da Estação das Artes, sediada na antiga estação ferroviária), e que foi organizada pela Secretaria Municipal de Cultura de Bauru, Museu Ferroviário Regional de Bauru e com a participação da Associação de Preservação Ferroviária e Ferromodelismo de Bauru. Além da exposição dos modelos, o certame também incluiu a venda de miniaturas e outros produtos ligados aos caminhos de ferro, apresentação de livros, animação musical, passagem de documentários sobre os caminhos de ferro, exibição de material circulante real que foi restaurado, entre outras actividades.
Em 2021, a Associação Brasileira de Ferromodelismo tinha cerca de sessenta membros. De acordo com seu vice-presidente Alberto Henrique Del Bianco, em abril daquele ano, um evento virtual organizado pela associação contou com a participação de mais de onze mil pessoas, oriundas de vários estados brasileiros e do exterior, reunindo não só entusiastas do modelismo mas também do transporte ferroviário real. Em 30 Julho de 2022, foi oficialmente inaugurado o Clube do Ferromodelismo de Presidente Prudente, ato que contou com a organização de uma exposição no bairro de Vila Maristela. O colecionador e ferromodelista Wilson Roberto Lussari, que foi entrevistado pela cadeia Globo, referiu que a escala de ferromodelismo predominante no Brasil era a HO (1:87), tendo explicado que «A escala HO tem uma boa proporção para se fazer uma maquete que concilia tempo, espaço e dinheiro. Outro fator de peso é a variedade disponível em HO no Brasil, é de longe a maior de todas as escalas. Com a tendência de residências e apartamentos menores, as escalas N e Z ganharam espaço. Mas a HO ainda deve dominar o mercado por um bom tempo». Em outubro desse ano, foi novamente organizado o Encontro de Ferromodelismo de Vassouras, após três anos de interrupção devido à Pandemia de Covid-19, tendo sido promovido pela prefeitura local e o ferromodelista Carlos Henrique Carreira, com a colaboração da Secretaria de Cultura e a Universidade de Vassouras, a Secretaria de Estado de Turismo, a Companhia de Turismo do Estado do Estado do Rio de Janeiro, e a empresa Frateschi.

## Clubes ou Associações de ferromodelismo no Brasil

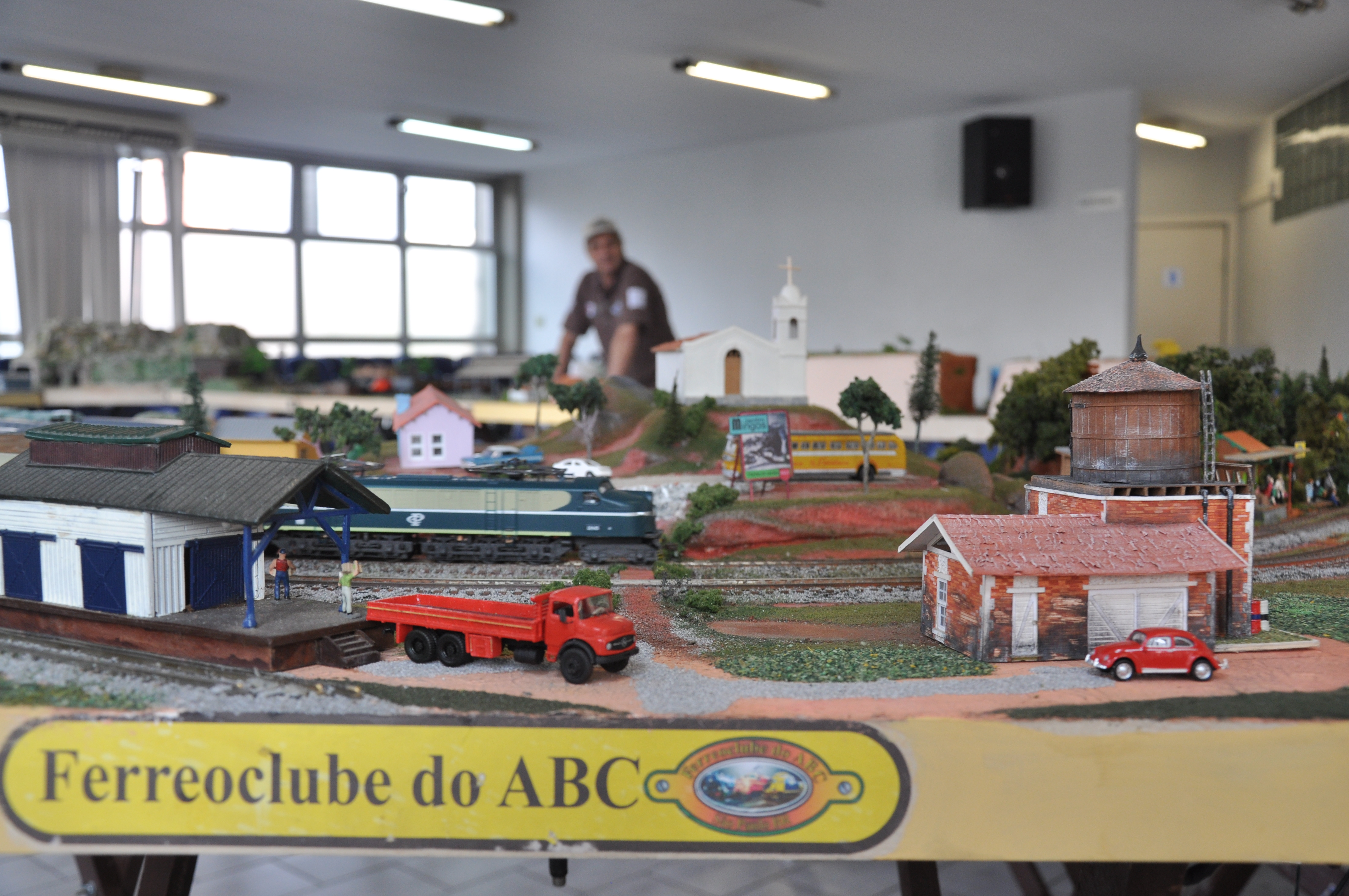
Maquete Modular de ferromodelismo do FCABC.

### Distrito Federal
1. SMFB - Sociedade de Modelismo Ferroviário de Brasília - Brasília

### Minas Gerais
1. AMF - Associação Mineira de Ferromodelismo (Desde 1964) - Belo Horizonte
2. GVPMCF - Grupo Viçosense de Preservação da Memória e Cultura Ferroviária - Viçosa
3. SMMF - Sociedade Mineira de Modelismo Ferroviário - Belo Horizonte
4. AFVA - Associação de Ferromodelismo do Vale do Aço  - Timóteo - MG ( Transferida Para Fazenda FamíliaTorres situada na Cidade de Coronel Fabriciano - MG ).Grupo Oficial.
5. AMFER-JFR - Associação de modelismo Ferroviário de Juiz de Fora e Região. Juiz de Fora - MG

### Paraná
1. ALLFe - Associação Ludo-Londrinense de Ferromodelismo (ALLFe) - Londrina
2. APF - Associação Paranaense de Ferreomodelismo e Memória Ferroviária - Curitiba

### Pernambuco
1. APEFE - Associação Pernambucana de Ferromodelismo e Preservação Ferroviária - Recife

### Rio de Janeiro
1. ABPF-RJ - Associação Brasileira de Preservação Ferroviária - Regional Rio de Janeiro
2. AFERJ - Associação de Ferromodelismo do Estado do Rio de Janeiro (Estação de Barão de Mauá) - Rio de Janeiro
3. AFMF - Associação Fluminense de Modelismo Ferroviário (Clube do Trem) (Praça da Bandeira) - Rio de Janeiro
4. Venerável Ordem 1ª da Confraria do Trem (Grupo não oficial) - Rio de Janeiro

### Rio Grande do Sul
1. AGAFER - Associação Gaúcha de Ferromodelismo - Porto Alegre
2. ASCAFER - Associação de Ferromodelismo de Caxias do Sul - Caxias do Sul
3. CLUBE SUL - Clube Sul de Modelismo - Porto Alegre
4. M²F - RS - Memória e Modelismo Ferroviário do Rio Grande do Sul - Porto Alegre
5. MP - Maquete do Petersen - Porto Alegre

### Santa Catarina
1. AMJ - Associação de Modelismo de Joinville - Joinville

### São Paulo
1. ABF - Associação Bebedourense de Ferromodelismo - Bebedouro
2. ABF - Associação Botucatuense de Ferromodelismo - Botucatu
3. ABM - Associação de Ferromodelismo e Preservação Ferroviária Barão de Mauá - Ourinhos
4. AFA - Associação de Ferromodelismo de Araraquara - Araraquara
5. AFEBS - Amigos Ferromodelistas da Baixada Santista - Santos
6. AFESB - Amigos Ferromodelistas de São Bernardo do Campo e Região - São Bernardo do Campo
7. AGFEMF - Associação Garcense de Ferromodelismo e Memoria Ferroviária - Garça
8. AJFPF  - Associação Jundiaiense de Ferromodelismo e Preservação Ferroviária - Jundiai
9. AMFEC - Associação de Modelismo Ferroviário de Campinas - Campinas
10. AMOLA - Associação de Modelismo da Lapa - São Paulo
11. ANPF Ferreomodelismo - Associação Nacional de Preservação Ferroviária - Dept° de Ferromodelismo - Sabaúna
12. APFFB - Associação de Preservação Ferroviária e de Ferromodelismo de Bauru - Bauru
13. ARF - Associação Ribeirão-pretana de Ferromodelismo - Ribeirão Preto
14. ASPAFER - ASPAFER - Associação Paulinense de Ferromodelismo e Preservação Histórica - Paulínia
15. CPMF - Clube Paulista de Modelismo Ferroviário - São Paulo
16. FCABC - Ferroclube do ABC - São Paulo
17. NFEFPP - Núcleo de Ferromodelismo da EFPP - São Paulo
18. GMMS - Grupo Maquete Modular de Sorocaba - Sorocaba
19. SBF - Sociedade Brasileira de Ferromodelismo - São Paulo